# それ行け!HOMO LUDENS
それ行け!HOMO LUDENS（それゆけホモルーデンス）は、NACK5が開局した翌日の1988年11月1日から1991年3月末まで放送されていたバラエティー番組。

## 概要
- 放送時間は、当初は毎週月曜日から金曜日の22:00〜25:00。金曜日のみ1990年3月に終了、1990年10月からは1時間短縮し22:00〜24:00の放送となった。
- 番組の意味として、ホモサピエンス＝考えるから人間、ホモモーデンス＝行動するから人間、ホモルーデンス＝遊ぶから人間という言葉から、遊びを追求する番組にしたいのでホモルーデンスをつけたと番組内で語った。
- AMラジオのようなノリだったと言われ[1]、音楽の他にも、トークとリスナーからのはがきにも重点が置かれていた。
- 本番組の浅野啓児プロデューサーは、当時のナックファイブの「時代の感性を高める」という方針に基づき、パーソナリティ選定の上で「小劇団に着目」したと話している[2]。また浅野プロデューサーは本番組について「夢と情報を満載した遊び心の塊」だ　と　自負していると話していたことがある[2]。
- なお、1989年のナイターシーズン中は、『文化放送ライオンズナイター』からリレーする形式で『SPORTS795』のタイトルで西武ライオンズ戦の中継放送を行っていたため、22:00以降も中継が延長して本番組が短縮した場合があった。

## パーソナリティ
曜日によって異なっていた。金曜日のみ、途中でパーソナリティ交替があった。
- 月曜日＝五島仁・酒向ヨシミ（さんご・オンシアター自由劇場） - サブタイトルは『アグレッシブ・マンデー』
- 火曜日＝六角精児・恵畑純子（善人会議） - サブタイトルは『リラックス・デラックス・チューズデイ』
- 水曜日＝松本きょうじ（ランプティパンプティ） - サブタイトルは『ウェンズデー・ワンダーランド』。1990年4月からは岡田惠和もレギュラーに加わる
- 木曜日＝深沢敦（花組芝居） - サブタイトルは『豪華な木曜日』通称は『GAY-WAVE』[3]
- 金曜日(1)＝コロッケ - サブタイトルは『スペシャル・コロッケ“並”』。1988年10月〜1989年10月27日
- 金曜日(2)＝永田耕一（スーパー・エキセントリック・シアター） - サブタイトルは『イッツショータイム・永田DEフライデー』。1989年11月3日〜1990年3月末

## コーナー
- 今日のベスト3 （全曜日共通で放送していた時があった）

### 月曜日
- F1クイズグランプリ
- ギャグ・デフレーション
- すちゃらカクテル
- オリポンベスト5
- ラジオディベート
- サンゴのあっちこっち見聞録
- サン・ゴールデンナイター[4]

### 火曜日
- ゲロゲロ・ジュークボックス
- 今週のクレイジーキャッツ
- 六角のこんなものいらない
- 大ありクイズ
- ポンポコ名言塾
- ロマンチックエバ
- ドラマ・ザ・24時（1990年9月まで。後テアトル23に改称）
  - 「おおばかすすむくん」[5]
  - 「ワイルドモンキーファイブ」[6]
  - 「ボラえもん」[7]
  - 「アワビさん」[8]
  - 「冒険ダマテン島」[9]など

### 水曜日
- きょうじのワイドショー
- ツッパリ野郎
- 今日のボヨヨン
- レッツ・パンク
- クイズ・秘密のサリーちゃんは誰だ
- 今日のカーッ
- 真理子の日記帳
- 超ことわざ辞典
- 水曜銀河グランドロマン
- 納豆パフェ

### 木曜日
- 冗談じゃないわよ
- それ行け!ロック小僧
- 玉っ子の佃煮
- 浩ちゃん十番勝負[10]
- 行ってみたいな見てみたい
- レッツ・ファンキー・ファンキー
- 花木リサイタル
- 明日は何の日!?

### 金曜日
コロッケ
- 並の女
- 並の伝言板
- 並の悩み
- ボイス・アート
- 気をつけねば[11]
- ポロッケ

永田耕一
- ホモパブデンス
- レッツ!ボンビー
- シゲさんのツボ
- 小劇団めぐり
- 努力は報われない

## 内包番組
- ブルーハーツのしおり （22:30〜22:40、1988年11月〜1990年3月）
敷島製パン『Pasco』の単独スポンサー枠。『Pasco ロッキングタイム』のサブタイトルのもとで放送[12]。
- 木根尚登 えんぴつを削って （23:30〜23:45、1988年11月〜1990年9月 1990年4月からは22:30の枠へ）
リスナーからのはがきとお便り、トークを中心に送っていた番組。構成は藤井徹貫。毎日エンディングは「今夜もそろそろ鉛筆の先が丸くなってきたようなので、また明日（来週）…」とコメントしていた[13]。
金曜のコロッケと仲良くなって共演したりしていた。
1990年4月からは敷島製パン『Pasco』スポンサー枠へ移り、『Pasco ハートウォーミングタイム』のサブタイトルが付いた[14]。
- 藤村正美・お許しが出ました （金曜日の放送内、1989年4月〜1990年10月 ※後番組『KUWA-MAN IN THE NIGHT』でも放送）
- 西田ひかる ハート・ポップ・絵モーション （24:30〜24:40、1989年10月〜1990年3月）
- ケント・デリカットクラブ （24:30〜24:35、1990年4月〜同年9月）
- SHOW-YA! SLAVE TO ROCK （22:30〜22:40、1990年10月〜1991年3月）